# Kagnogo
Kagnogo of Kaniogo is een gemeente (commune) in de regio Koulikoro in Mali. De gemeente telt 16.800 inwoners (2009).